# Pound (Wisconsin)
Pound es una villa ubicada en el condado de Marinette en el estado estadounidense de Wisconsin. En el Censo de 2010 tenía una población de 377 habitantes y una densidad poblacional de 171,25 personas por km².

## Geografía
Pound se encuentra ubicada en las coordenadas 45°5′47″N 88°1′59″O / 45.09639, -88.03306. Según la Oficina del Censo de los Estados Unidos, Pound tiene una superficie total de 2.2 km², de la cual 2.2 km² corresponden a tierra firme y (0.12%) 0 km² es agua.

## Demografía
Según el censo de 2010, había 377 personas residiendo en Pound. La densidad de población era de 171,25 hab./km². De los 377 habitantes, Pound estaba compuesto por el 94.96% blancos, el 0% eran afroamericanos, el 0.27% eran amerindios, el 0% eran asiáticos, el 0% eran isleños del Pacífico, el 3.71% eran de otras razas y el 1.06% pertenecían a dos o más razas. Del total de la población el 7.16% eran hispanos o latinos de cualquier raza.